# Stiftet Essen
Stift Essen var ett romersk-katolskt kloster för kvinnor ur benediktinorden i Essen i Tyskland. Det grundades år 845 av munken Altfrid, och upplöstes 1803.  
Det var ett kejserligt kloster, vilket innebar att det lydde direkt under den tysk-romerska kejsaren, och innehade Landeshoheit, något som gjorde dess föreståndare till en monark och gav klostret status som en stat.